# Synagoge (Osnabrück)

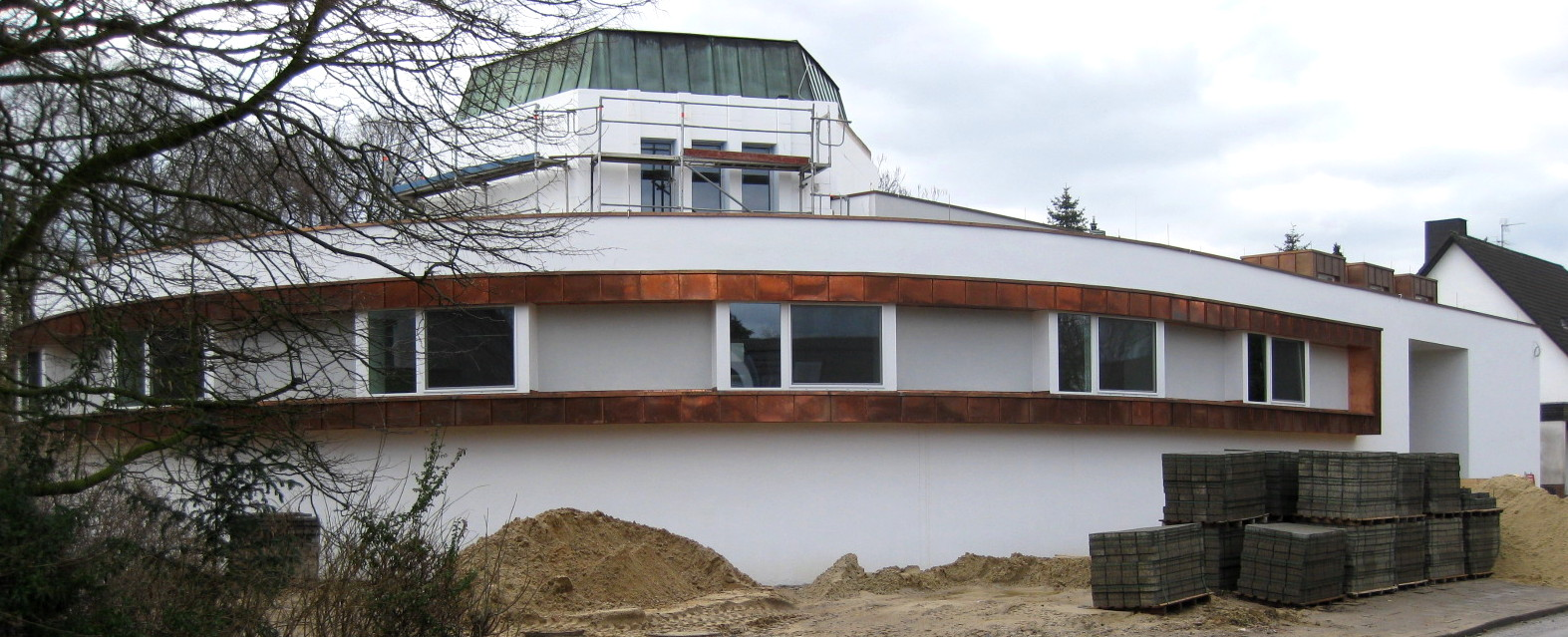
Die Synagoge im Februar 2010 von Nordnordosten, Erweiterungsbau im Vordergrund, sechseckiger Bau von 1969 im Hintergrund

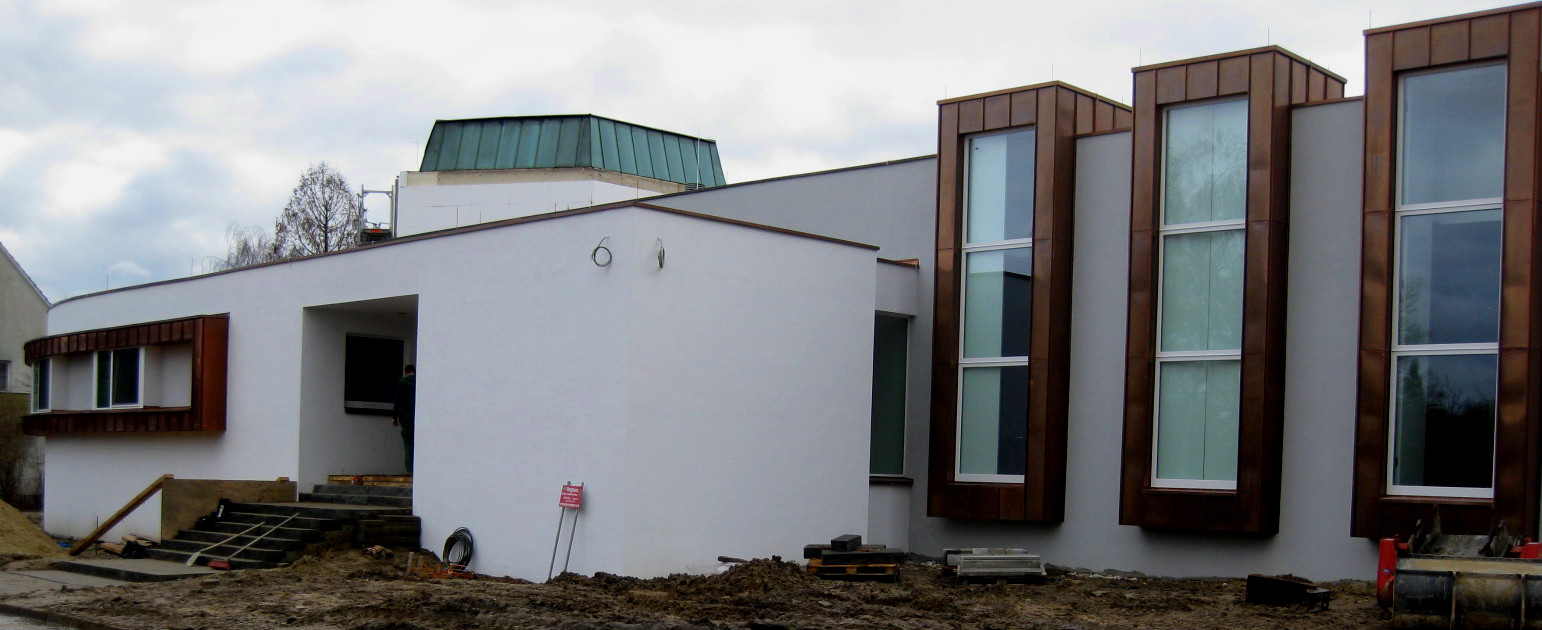
Synagoge, Blick von Nordnordwesten

Die Synagoge in Osnabrück (Niedersachsen) ist das Versammlungs- und Gotteshaus der jüdischen Gemeinde im Stadtteil Weststadt. Die Synagoge wurde 1969 eingeweiht und 2010 nach der Erweiterung des Gebäudes neu eröffnet. Die Gemeinde gehört zum Landesverband der Jüdischen Gemeinden von Niedersachsen und ist die zweitgrößte in Niedersachsen.

## Geschichte
Die Geschichte der Juden in Osnabrück reicht bis in das 13. Jahrhundert zurück, das Bürgerrecht wurde ihnen bis ins frühe 19. Jahrhundert verwehrt; lediglich wenige Juden erhielten bis dahin Schutzbriefe. Die Juden in Osnabrück hielten ihre Gottesdienste in Privathäusern ab. Erste Synagogen befanden sich in der Schweinestraße (später Marienstraße) und in der Redlingerstraße. Diese Synagogen sind nicht erhalten. 1905 wurde der Grundstein für das später als Alte Synagoge bezeichnete Gotteshaus gelegt; es wurde 1906 eingeweiht. Am 9. November 1938 während des Novemberpogroms wurde die Alte Synagoge in Brand gesetzt und der Abriss am selben Tag verfügt.
Im April 1945 lebten noch fünf Juden in Osnabrück; ihre Zahl stieg bis Oktober des Jahres durch Zuzug auf 45. Als Behelfssynagoge diente vorläufig die ehemalige jüdische Schule.
Am 11. Dezember 1967 wurde der Grundstein für einen Neubau in der Straße In der Barlage gelegt. Ausgeführt wurde der Bau in orthodoxer Bauweise von dem Frankfurter Architekten Hermann Zvi Guttmann (1917–1977). Der sechseckige Bau mit Plätzen für Männer im Erdgeschoss und für Frauen auf zwei Emporen ist nach Osten ausgerichtet. An der östlichen Außenwand ist eine Menora dargestellt.
Zum Komplex gehört der angrenzende Gemeindesaal; auf dem Grundstück wurden im hinteren Bereich Wohngebäude errichtet. Am 1. Juni 1969 wurde die Synagoge eingeweiht.
1989 hatte die Jüdische Gemeinde 69 Mitglieder. Durch den Zuzug vornehmlich von Kontingentflüchtlingen aus den Staaten der ehemaligen Sowjetunion ab 1991 stieg die Zahl der Gemeindemitglieder auf 1125 im Jahr 2008. Die Synagoge bot nicht mehr genügend Platz; eine Erweiterung wurde 2008 für 3,6 Millionen Euro begonnen. Geplant wurde die Erweiterung von dem Frankfurter Architekten Alfred Jacoby (* 1950).
Die Mittel stammten von der jüdischen Gemeinschaft in Niedersachsen, dem Jüdischen Gemeindefonds Nordwestdeutschlands, vom Land Niedersachsen und der Stadt Osnabrück sowie aus Kollekten christlicher Gemeinden. Eine evangelische und römisch-katholische Kirchengemeinden in Osnabrück veranstalteten Benefizkonzerte. Auch der Landkreis Osnabrück und die Landkreise Grafschaft Bentheim und Emsland, deren jüdische Einwohner zur Gemeinde gehören, beteiligten sich.
Während der Bauzeit von 14 Monaten wich die Gemeinde in Räume aus, die das Bistum Osnabrück in der ehemaligen Katholischen Fachhochschule Norddeutschland bereitstellte.
Mit dem Erweiterungsbau erhielt die Gemeinde auch eine Mikwe.
Am 3. Februar 2010 wurde die erweiterte Synagoge mit dem Einbringen der Thora-Rollen neu eröffnet. Am Festakt nahmen Charlotte Knobloch als Präsidentin des Zentralrats der Juden in Deutschland, Landesrabbiner Jonah Sievers, der aus Osnabrück stammende Ministerpräsident Niedersachsens, Christian Wulff, sowie der Osnabrücker Bischof Franz-Josef Bode teil.
Anwesend war zudem Ewald Aul (1926–2013), der als einer von fünf Juden aus Osnabrück den Holocaust überlebte, langjähriger Vorsitzender der Gemeinde war und 2006 von der Stadt Osnabrück mit der Verleihung der Bürgermedaille geehrt worden war.